# Alexander Zuev
Alexander Lvovich Zuev (Berezniki, 4 de outubro de 1996) é um jogador russo de basquete profissional.
Ele conquistou a medalha de prata nos Jogos Olímpicos de Verão de 2020 na disputa 3x3 masculino com a equipe do Comitê Olímpico Russo, ao lado de Ilia Karpenkov, Kirill Pisklov e Stanislav Sharov.